# Campionati del mondo di atletica leggera 2019 - Lancio del disco maschile
La specialità del lancio del disco maschile dei campionati del mondo di atletica leggera 2019 si è svolta tra il 28 e il 30 settembre allo Stadio Internazionale Khalifa di Doha, in Qatar.

## Podio
| Pos.    | Atleta              | Nazionalità | Prestazione |
| ------- | ------------------- | ----------- | ----------- |
| Oro     | Daniel Ståhl        | Svezia      | 67,59 m     |
| Argento | Fedrick Dacres      | Giamaica    | 66,94 m     |
| Bronzo  | Lukas Weißhaidinger | Austria     | 66,82 m     |

## Situazione pre-gara

### Record
Prima di questa competizione, il record del mondo (RM) e il record dei campionati (RC) erano i seguenti.
| Record                | Prestazione | Atleta                     | Data                                   | Competizione              |
| --------------------- | ----------- | -------------------------- | -------------------------------------- | ------------------------- |
| Record mondiale       | 74,08 m     | Jürgen Schult Germania Est | 6 giugno 1986 Neubrandenburg, Germania |                           |
| Record dei campionati | 70,17 m     | Virgilijus Alekna Lituania | 7 agosto 2005 Helsinki, Finlandia      | Campionati del mondo 2005 |

### Campioni in carica
I campioni in carica, a livello mondiale e olimpico, erano:
| Campione | Atleta                     | Prestazione | Data                                   | Competizione                |
| -------- | -------------------------- | ----------- | -------------------------------------- | --------------------------- |
| Olimpico | Christoph Harting Germania | 68,37 m     | 13 agosto 2016 Rio de Janeiro, Brasile | Giochi della XXXI Olimpiade |
| Mondiale | Andrius Gudžius Lituania   | 69,21 m     | 5 agosto 2017 Londra, Regno Unito      | Campionati del mondo 2017   |

### La stagione
Prima di questa gara, gli atleti con le migliori tre prestazioni dell'anno erano:
| Pos. | Atleta                      | Prestazione | Data                             |
| ---- | --------------------------- | ----------- | -------------------------------- |
| 1    | Daniel Ståhl Svezia         | 71,86 m     | 29 giugno 2019 Bottnaryd, Svezia |
| 2    | Fedrick Dacres Giamaica     | 70,78 m     | 16 giugno 2019 Rabat, Marocco    |
| 3    | Lukas Weißhaidinger Austria | 68,14 m     | 16 giugno 2019 Rabat, Marocco    |

## Risultati

### Qualificazioni
Le qualifiche si sono tenute il 28 settembre dalle ore 16:15.

Qualificazione: gli atleti che raggiungono i 65,60 m (Q) o le migliori 12 misure (q) avanzano alla finale.
| Pos | Gruppo | Atleta                   | Nazionalità                 | 1ª prova | 2ª prova | 3ª prova | Risultato | Note |
| --- | ------ | ------------------------ | --------------------------- | -------- | -------- | -------- | --------- | ---- |
| 1   | B      | Daniel Ståhl             | Svezia                      | x        | 67.88    |          | 67,88 m   | Q    |
| 2   | A      | Fedrick Dacres           | Giamaica                    | 65.44    | 64.26    | x        | 65,44 m   | q    |
| 3   | B      | Matthew Denny            | Australia                   | 64.48    | 60.94    | 65.08    | 65,08 m   | q    |
| 4   | A      | Alin Alexandru Firfirică | Romania                     | 64.55    | 65.05    | x        | 65,05 m   | q    |
| 5   | B      | Ehsan Haddadi            | Iran                        | 64.84    | 63.05    | 61.29    | 64,84 m   | q    |
| 6   | B      | Ola Stunes Isene         | Norvegia                    | 58.43    | 64.54    | 63.33    | 64,54 m   | q    |
| 7   | A      | Apostolos Parellīs       | Cipro                       | 64.03    | x        | 64.50    | 64,50 m   | q    |
| 8   | B      | Andrius Gudžius          | Lituania                    | 64.14    | 63.28    | x        | 64,14 m   | q    |
| 9   | B      | Sam Mattis               | Stati Uniti                 | x        | 63.96    | 60.89    | 63,96 m   | q    |
| 10  | A      | Simon Pettersson         | Svezia                      | 63.65    | 61.98    | 62.43    | 63,65 m   | q    |
| 11  | A      | Martin Wierig            | Germania                    | 60.63    | 63.65    | 62.03    | 63,65 m   | q    |
| 12  | A      | Lukas Weißhaidinger      | Austria                     | 59.94    | 63.31    | 60.77    | 63,31 m   | q    |
| 13  | A      | Mason Finley             | Stati Uniti                 | x        | 63.22    | x        | 63,22 m   |      |
| 14  | B      | Christoph Harting        | Germania                    | 60.31    | 62.04    | 63.08    | 63,08 m   |      |
| 15  | B      | Traves Smikle            | Giamaica                    | 62.24    | 62.25    | 62.93    | 62,93 m   |      |
| 16  | A      | David Wrobel             | Germania                    | 62.43    | 61.47    | x        | 62,43 m   |      |
| 17  | A      | Piotr Małachowski        | Polonia                     | x        | 62.20    | 61.63    | 62,20 m   |      |
| 18  | A      | Danijel Furtula          | Montenegro                  | x        | x        | 62.12    | 62,12 m   |      |
| 19  | A      | Martin Kupper            | Estonia                     | x        | 62.10    | 61.71    | 62,10 m   |      |
| 20  | B      | Mauricio Ortega          | Colombia                    | 61.92    | x        | x        | 61,92 m   |      |
| 21  | B      | Alex Rose                | Samoa                       | 61.80    | x        | x        | 61,80 m   |      |
| 22  | B      | Bartłomiej Stój          | Polonia                     | x        | 61.21    | 61.79    | 61,79 m   |      |
| 23  | B      | Robert Urbanek           | Polonia                     | 61.55    | 61.78    | 61.35    | 61,78 m   |      |
| 24  | B      | Aleksey Khudyakov        | Atleti Neutrali Autorizzati | 61.27    | 60.52    | x        | 61,27 m   |      |
| 25  | A      | Chad Wright              | Giamaica                    | 58.06    | 60.60    | 58.58    | 60,60 m   |      |
| 26  | B      | Jorge Fernández          | Cuba                        | 60.52    | x        | 60.60    | 60,60 m   |      |
| 27  | A      | Brian Williams           | Stati Uniti                 | x        | 60.48    | 59.12    | 60,48 m   |      |
| 28  | A      | János Huszák             | Ungheria                    | 58.17    | 54.67    | 60.45    | 60,45 m   |      |
| 29  | A      | Philip Milanov           | Belgio                      | 60.24    | 60.05    | x        | 60,24 m   |      |
| 30  | B      | Giovanni Faloci          | Italia                      | 58.83    | x        | 59.77    | 59,77 m   |      |
| 31  | B      | Kristjan Čeh             | Slovenia                    | 59.55    | x        | x        | 59,55 m   |      |
| 32  | A      | Guðni Valur Guðnason     | Islanda                     | x        | 53.91    | x        | 53,91 m   |      |

### Finale
La finale si è tenuta il 30 settembre alle ore 21:15.
| Pos     | Atleta                   | Nazionalità | 1ª prova | 2ª prova | 3ª prova | 4ª prova | 5ª prova | 6ª prova | Risultato | Note                          |
| ------- | ------------------------ | ----------- | -------- | -------- | -------- | -------- | -------- | -------- | --------- | ----------------------------- |
| Oro     | Daniel Ståhl             | Svezia      | 66.59    | 67.18    | 67.59    | 65.83    | x        | 67.05    | 67,59 m   |                               |
| Argento | Fedrick Dacres           | Giamaica    | 64.97    | 66.94    | 64.67    | 63.50    | 62.85    | x        | 66,94 m   |                               |
| Bronzo  | Lukas Weißhaidinger      | Austria     | 66.74    | x        | 66.82    | x        | 63.74    | 66.35    | 66,82 m   |                               |
| 4       | Alin Alexandru Firfirică | Romania     | 63.94    | x        | 66.46    | 65.19    | 63.95    | 64.16    | 66,46 m   |                               |
| 5       | Apostolos Parellīs       | Cipro       | 64.76    | 66.32    | 64.56    | x        | 64.86    | 65.66    | 66,32 m   | Record nazionale              |
| 6       | Matthew Denny            | Australia   | 65.43    | 63.03    | x        | 64.38    | x        | x        | 65,43 m   | Miglior prestazione personale |
| 7       | Ehsan Haddadi            | Iran        | 63.80    | 63.80    | 62.51    | 64.29    | 65.16    | 63.32    | 65,16 m   |                               |
| 8       | Martin Wierig            | Germania    | 64.31    | x        | 62.70    | x        | x        | 64.98    | 64,98 m   |                               |
| 9       | Simon Pettersson         | Svezia      | 59.71    | 61.81    | 63.72    |          |          |          | 63,72 m   |                               |
| 10      | Ola Stunes Isene         | Norvegia    | 62.95    | x        | 63.67    |          |          |          | 63,67 m   |                               |
| 11      | Sam Mattis               | Stati Uniti | x        | 63.15    | 63.42    |          |          |          | 63,42 m   |                               |
| 12      | Andrius Gudžius          | Lituania    | x        | 61.55    | x        |          |          |          | 61,55 m   |                               |